# زنخية الكشمش
زِنْخِيَّة الكِشمْش هو أحد مسببات الأمراض الفطرية للنباتات من جنس زنخية التي تصيب العديد من الأشجار مسببة سرطان الأشجار والموت. من الأشجار التي يصيبها الكشمش واللوز والتفاح والإجاص والكرمة والجوز والبرتقال والحامض واليوسفي.